# María Iris Radrigán
María Iris Radrigán (* 2. Februar 1944 in Valparaíso/Región de Valparaíso) ist eine chilenische Pianistin und Musikpädagogin.

## Leben und Wirken
Radrigán spielte seit ihrer Kindheit Klavier und hatte ab 1960 Unterricht bei Carlos Botto am Conservatorio Nacional, wo sie später auch Assistentin von Rudy Lehmann in dessen Klavierklasse und in der Gesangsklasse von Clara Oyuela war. Nach ihrem Konzertdiplom 1965 absolvierte sie ein Aufbaustudium an der Hochschule für Musik und Theater „Felix Mendelssohn Bartholdy“ Leipzig bei Rudolf Fischer und bis 1974 an der Hochschule für Musik Hanns Eisler Berlin bei Dieter Zechlin. Bis 1978 unterrichtete sie in Berlin.
Nach ihrer Rückkehr nach Chile 1980 wurde sie ordentliche Professorin für Klavier am Musikinstitut der Pontificia Universidad Católica de Chile. Sie gab außerdem Meisterklassen in Chile und in Europa, u. a. bei der Semaine Internationale de piano et musique de chambre in Blonay (mit Edgar und Edith Fischer). Zu ihren Klavierschülern zählen Gustavo Miranda, Danor Quinteros und Felipe Verdugo. 2007 wurde sie mit dem Premio a la Excelencia Docente ausgezeichnet.
An der Pontificia Universidad Católica gründete Radrigán 1980 mit dem Geiger Sergio Prieto und dem Cellisten Arnaldo Fuentes (später durch Edgar Fischer ersetzt) das Trío Arte, dessen Repertoire ein breites Spektrum von der klassischen Literatur für Klaviertrio bis zu zeitgenössischen Werken umfasste. Das Trio trat in Chile, den Vereinigten Staaten und Europa auf und erhielt positive Kritiken u. a. von der New York Times und dem Daily Telegraph ein, was ihm Auftritte auf renommierten Bühnen, darunter in der Carnegie Hall ermöglichte, und nahm mehrere CDs bei Columbia Records und dem Schweizer Label VDE-Gallo auf.
Nachdem Prieto nach Spanien gegangen war, arbeitete Radrigán ab 1991 als Duo mit Edgar Fischer weiter. Das Duo war ebenfalls national und international erfolgreich und spielte u. a. Kompositionen von Alejandro Guarello und Celso Garrido-Leca, sämtliche Cellosonaten Ludwig van Beethovens und im Rahmen des Projekts FONDEDUC 12 Tonadas de Carácter Popular von Pedro Humberto Allende ein. Radrigán wurde mit dem Premio de la Crítica de Santiago (1983) und dem Premio de la Crítica de Valparaíso (1989) und dem Ehrendiplom der Stadt Viña del Mar ausgezeichnet und 2019 Mitglied der Academia Chilena de Bellas Artes.